# Ulrike (geslacht)
Ulrike is een geslacht van kameelhalsvliegen uit de familie van de Raphidiidae. 
Ulrike werd voor het eerst wetenschappelijk beschreven door H. Aspöck & U. Aspöck in 1968.

## Soorten
Het geslacht Ulrike omvat de volgende soorten:
- Ulrike attica (H. Aspöck & U. Aspöck, 1967)
- Ulrike syriaca (Steinmann, 1964)